# ۱۱۹۹ (خورشیدی)
۱۱۹۹ هزار و صد و نود و نهمین سال هجری خورشیدی است.